# Bengt Holmström
Bengt Robert Holmström (Helsinki, 18 april 1949) is een Fins econoom.
In 2016 kreeg hij samen met Oliver Hart de Prijs van de Zweedse Rijksbank voor economie voor hun bijdrage aan de contracttheorie. Hij is verbonden aan het Massachusetts Institute of Technology.
1969: Frisch, Tinbergen ·
1970 : Samuelson ·
1971: Kuznets ·
1972: Hicks, Arrow ·
1973: Leontief ·
1974: Myrdal, Hayek ·
1975: Kantorovitsj, Koopmans ·
1976: Friedman ·
1977: Ohlin, Meade ·
1978: Simon ·
1979: Schultz, Lewis ·
1980: Klein ·
1981: Tobin ·
1982: Stigler ·
1983: Debreu ·
1984: Stone ·
1985: Modigliani ·
1986: Buchanan ·
1987: Solow ·
1988: Allais ·
1989: Haavelmo ·
1990: Markowitz, Miller, Sharpe ·
1991: Coase ·
1992: Becker ·
1993: Fogel, North ·
1994: Harsanyi, Nash, Selten ·
1995: Lucas ·
1996: Mirrlees, Vickrey ·
1997: Merton, Scholes ·
1998: Sen ·
1999: Mundell ·
2000: Heckman, McFadden ·
2001: Akerlof, Spence, Stiglitz ·
2002: Kahneman, Smith ·
2003: Engle, Granger ·
2004: Kydland, Prescott ·
2005: Aumann, Schelling ·
2006: Phelps ·
2007: Hurwicz, Maskin, Myerson ·
2008: Krugman ·
2009: Ostrom, Williamson ·
2010: Diamond, Mortensen, Pissarides ·
2011: Sims, Sargent ·
2012: Roth, Shapley  ·
2013: Fama, Hansen, Shiller  ·
2014: Tirole  ·
2015: Deaton  ·
2016: Hart, Holmström ·
2017: Thaler ·
2018: Nordhaus, Romer ·
2019: Banerjee, Duflo, Kremer ·
2020: Milgrom, Wilson ·
2021: Imbens, Angrist, Card ·
2022: Bernanke, Diamond, Dybvig ·
2023: Goldin ·
2024: Acemoglu, Johnson, Robinson
- Bibliothèque nationale de France: cb16661267b (data)
- CiNii: DA07058359
- Gemeinsame Normdatei: 124787355
- International Standard Name Identifier: 0000 0000 6161 0110
- Library of Congress Control Number: n79103167
- Mathematics Genealogy Project: 203345
- Nationale Bibliotheek van Tsjechië: vse2017962903
- Nationale Bibliotheek van Israël: 987007457166105171
- Nationale Bibliotheek van Polen: a0000003600329
- Nederlandse Thesaurus van Auteursnamen: 15544347X
- Système universitaire de documentation: 151212260
- Virtual International Authority File: 88128957
- WorldCat: E39PBJjmVT3Fq4gm3p9vDQMVmd